# Culex arizonensis
Culex arizonensis är en tvåvingeart som beskrevs av Richard Mitchell Bohart 1949. Culex arizonensis ingår i släktet Culex och familjen stickmyggor. Inga underarter finns listade i Catalogue of Life.